# Beras Basah
Beras Basah is een bestuurslaag in het regentschap Langkat van de provincie Noord-Sumatra, Indonesië. Beras Basah telt 8495 inwoners (volkstelling 2010).